# Basílica de Nuestra Señora del Perpetuo Socorro (Labrador City)
La Basílica de Nuestra Señora del Perpetuo Socorro (en inglés: Basilica of Our Lady of Perpetual Help) Es una basílica menor católica y antigua catedral dedicada a la Virgen María situada en Labrador City, en Terranova y Labrador, al este de Canadá. La basílica está bajo la circunscripción de la diócesis de Corner Brook-Labrador. La iglesia fue terminada en 1962, y sirvió como la catedral de la diócesis de Labrador City-Schefferville. La basílica fue decretada el 1 de junio de 2007. 
El sacerdote Jacques Laperriere, OMI, que vino de Schefferville, Quebec, celebró la primera misa en la Navidad de 1959. Se celebró en un espacio improvisado. El obispo designó al P. Theodore Roussel, OMI, como el primer pastor en 1960. Este dirigió la campaña para construir la primera iglesia.
En 2007, el papa Benedicto XVI decretó que la catedral se volviera una basílica. Se convirtió en la segunda basílica de la provincia y la vigésima primera en Canadá. 